# 범튀르크주의
범튀르크주의는 1880년대 러시아 제국에 속해 있던 아제르바이잔과 오스만 제국에서 지식인들 사이에서 등장한 운동으로, 튀르크인 전체를 문화 및 정치적으로 통합하는 것을 목표로 하고 있다. 한편, 범투란주의는 튀르크주의와 관련된 운동이지만 범튀르크주의보다 더 일반적인 용어이다. 범튀르크주의가 튀르크족에만 적용되는 용어이기 때문이다. 하지만 튀르크 사상에 빠진 연구자들과 정치가들은 많은 자료와 문학에서 이 용어들을 혼용하고 있다. 튀르크족이 역사적, 문화적, 언어학적 뿌리를 같은 곳에 두고 있음에도 불구하고, 범튀르크주의의 정치적 운동의 성장은 19세기와 20세기의 주요 현상 중 하나였다. 이 사상은 범슬라브주의와 범게르만주의의 발달에 맞서는 것이었으며, 후에 아시아의 범이란주의에 영향을 주었다. 지야 괴칼프는 범튀르크주의를 튀르크인들의 통합을 지지하는 문화적, 학문적, 철학적, 정치적 개념이라고 설명했다.

## 명칭
"범튀르크주의"라는 용어는 튀르크어족을 사용하는 모든 이들의 정치적, 문화적, 민족적 통일성을 묘사하기 위해서 사용되었다. "튀르크주의"는 "모든 것"을 의미하는 범이라는 한자가 붙어서 사용되었다. "튀르크의"라는 단어가 인종이나 민족적 설명보다는 언어학적이고 문화적 구별에서 사용되는 용어이기 때문에 대부분은 후자를 비교점으로 삼고 있다. 이 언어는 "터키의"라는 단어와는 구별이 되는데, "터키의"라는 단어는 터키에 거주하는 사람들을 주로 표현하는 민족적 용어이다. 범튀르크주의의 사상과 재통합 운동은 중앙아시아와 다른 튀르크족 국가에서 소련이 붕괴한 이후 인기가 높아졌다.

## 역사

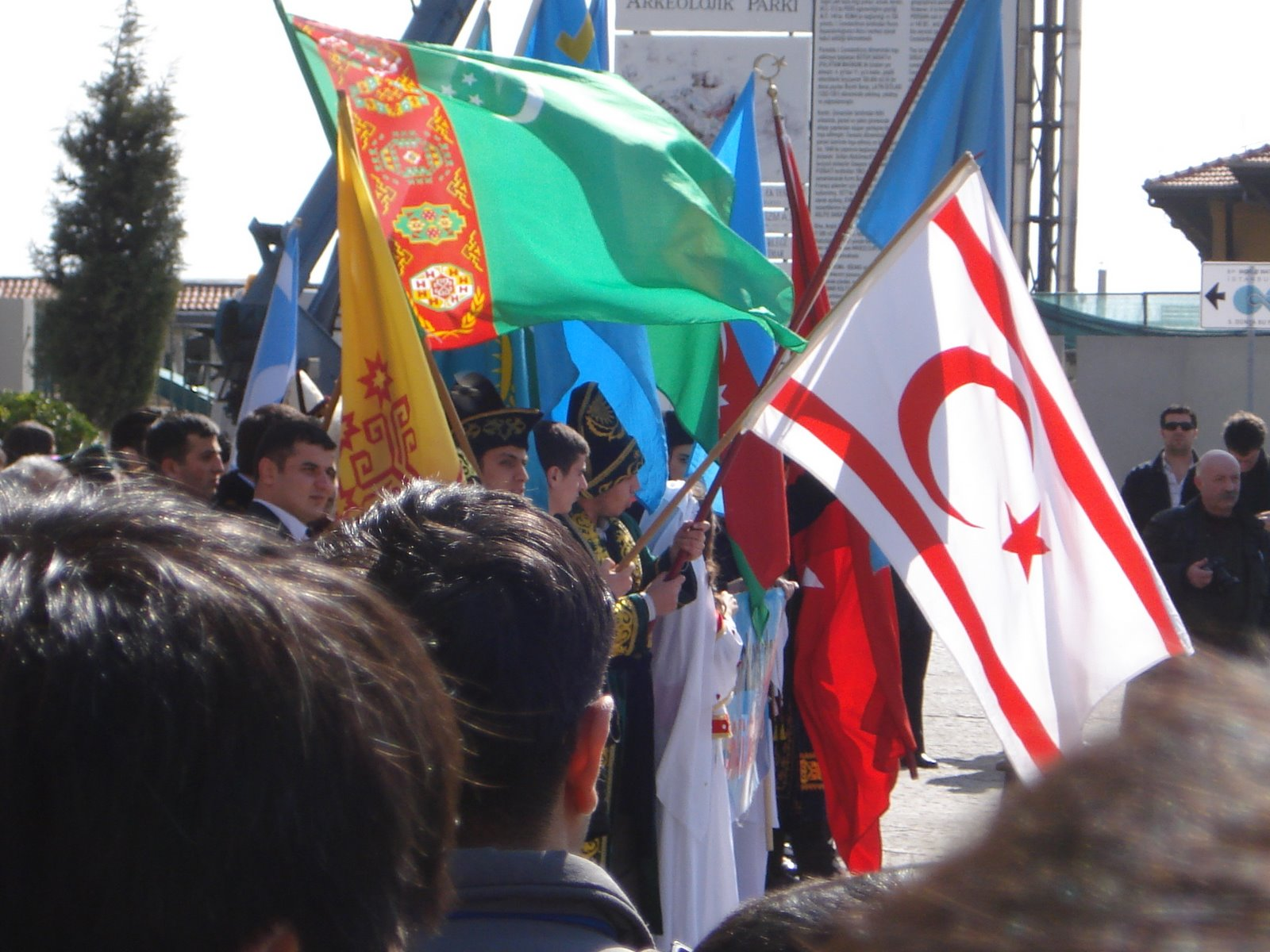
2009년 3월 이스탄불에서 열린 범튀르크 집회

1804년 타타르인 이론가였던 가브데나시르 쿠르사위는 이슬람의 현대화를 요구하는 논문을 썼다. 쿠르사위는 자디드였다. 자디드들은 중요한 사고, 보조교육과 성적 평등, 타 종교에 대한 관용, 튀르크 문화의 통합, 유럽 문화에 대한 개방성을 추구했다. 자디드 운동이 1843년 카잔에서 설립되었다. 이들의 목표는 세속적인 현대화와 교육 개혁으로 튀르크인에 대한 국가 정체성을 포함하고 있었다. 그들이 러시아 제국의 무슬림 국민이 되기 전까지 이러한 운동은 지속적으로 이어졌다. 와이지 운동 이후 자디드들은 민족 해방을 지지했다. 1907년 이후 튀르크 통합의 지지자들이 오스만 제국으로 이주했다.
1876년 오스만 제국의 헌법 정지 및 자유 지식인 박해 이후 카이로로 망명한 이들이 신문 "튀르크"를 발간했다. 이 신문은 제목으로 민족적 명칭을 사용한 첫 출판물이었다. 유수프 아퀴라는 "정책의 3가지 종류"를 1904년 익명으로 출판했다. 이는 범튀르크 민족주의의 초기 성명서였다. 아퀴라는 오스만 제국이 옹호하는 범민족 연합이 비현실적이라고 주장했다. 범이슬람주의 유형이 이점이 있었지만, 무슬림인들은 통합을 반대하는 식민지 통치를 겪고 있었다. 그는 민족적으로 튀르크인 국가가 민족 정체성의 구축을 요구할 것이라고 결론지었다. 범튀르크 제국은 발칸반도와 동유럽을 포기하는 대신 중앙아시아를 편입하고 있었다. 유수프 아퀴라의 첫 발간물은 부정적인 반응을 얻었지만, 1911년 이스탄불에서 제3차 발간물이 나왔을 때 영향력이 생겼다. 오스만 제국은 당시에 이탈리아 왕국으로부터 리비아를 빼앗긴 상황이었고, 곧이어 1912년 발칸 전쟁 당시 발칸 연합군에게 패배했다. 이로 인해 범튀르크 민족주의는 더 인기있고 실현 가능한 정치 전략으로 비쳐졌다.
1908년 통합과 과정 위원회는 오스만 제국에서 힘을 얻게 되었고, 오스만 제국 정부는 민족주의 사상을 채택했다. 이는 16세기 이슬람교 사상을 받아들였던 과는 대조적이었다. 16세기에는 오스만 칼리프가 그의 이슬람 영토를 다스리던 때와는 확연히 달라졌다. 범튀르크주의를 지지하는 지도자들은 러시아 제국에서 이스탄불로 도망쳤다. 이스탄불은 당시 범튀르크 운동이 성장하고 있었던 지역이었다. 터키 주도의 범튀르크 운동은 민족주의적이고 민족적으로 칼리프제 국가를 대체하는 운동으로 성장했다. 오스만 제국이 멸망한 이후 젊은 투르크인들의 민족주의에 영향을 받은 몇몇 인물이 제국을 터키 연방으로 대체하고자 했다. 무스타파 케말 아타튀르크와 같은 지도자들은 그런 목표가 달성되기 어려운 것을 알고 있었다.
아퀴라는 1911년 터키인 향토지를 발간했다. 이는 당시에 가장 중요한 튀르크 출판물로, 러시아에서 망명한 다른 튀르크인들과 함께 아퀴라는 전 세계의 튀르크인들의 문화적 통합에 대한 인식을 서서히 주입시키려고 시도했다. 아퀴라 외에 범튀르크주의를 확산시킨 인물에는 엔베르 파샤가 있다. 그는 제1차 세계 대전에서 활약한 인물로, 바스마시 운동의 지도자가 되기도 했다.

## 같이 보기
- 범투란주의